# 梁爽
梁爽（1980年2月—），男，汉族，法学学士，中国共产党党员。中共党员，现任中共北京市怀柔区委副书记，拟提名为区政府区长人选。现任怀柔区代区长。